# Persone di nome Donald/Attori
| Questa pagina contiene informazioni ricavate automaticamente dalle voci biografiche con l'ausilio del template Bio e di un bot. L'aggiornamento è periodico e automatico e ricostruisce completamente la pagina. Se manca una persona in questa lista, sei pregato di non aggiungerla, ma accertati piuttosto che la sua voce biografica contenga il template Bio e che i dati anagrafici siano correttamente compilati. Se il template Bio manca, inseriscilo tu stesso o, in alternativa, metti l'avviso {{tmp\|Bio}} che ne segnala la mancanza. Se i dati riportati sono sbagliati, correggi direttamente la voce biografica; le modifiche saranno visibili in questa lista entro pochi giorni. Per chiarimenti vedi il progetto antroponimi. La lista contiene solo le 55 persone che sono citate nell'enciclopedia e per le quali è stato implementato correttamente il template Bio. Pagina aggiornata al 16 ott 2024. |

Questa è una lista di persone presenti nell'enciclopedia che hanno il nome Donald e sono attori.

## B(3)
- Don Beddoe, attore statunitense (Pittsburgh, n. 1903 - Laguna Hills, † 1991)
- Barry Brown, attore statunitense (San Jose, n. 1951 - Silver Lake, † 1978)
- Donald Buka, attore statunitense (Cleveland, n. 1920 - Reading, † 2009)

## C(9)
- Obba Babatundé, attore statunitense (New York, n. 1951)
- Don Calfa, attore statunitense (Brooklyn, n. 1939 - Yucca Valley, † 2016)
- Don Cheadle, attore, produttore cinematografico e regista statunitense (Kansas City, n. 1964)
- Don Collier, attore statunitense (Santa Monica, n. 1928 - Harrodsburg, † 2021)
- Donald Cook, attore statunitense (Portland, n. 1901 - New Haven, † 1961)
- D. J. Cotrona, attore statunitense (Wallingford, n. 1980)
- Donald Crisp, attore, regista e sceneggiatore britannico (Londra, n. 1882 - Los Angeles, † 1974)
- David Cryer, attore statunitense (Evanston, n. 1936)
- Donald Curtis, attore statunitense (Cheney, n. 1915 - Desert Hot Springs, † 1997)

## D(3)
- Don Diamond, attore e doppiatore statunitense (New York, n. 1921 - Los Angeles, † 2011)
- Donald Douglas, attore britannico (Falkirk, n. 1933)
- Donnie Dunagan, attore e militare statunitense (San Antonio, n. 1934)

## F(2)
- Donald Faison, attore statunitense (New York, n. 1974)
- Donald Fullilove, attore e doppiatore statunitense (Dallas, n. 1958)

## G(5)
- Donald Gallaher, attore e regista statunitense (Quincy, n. 1895 - Los Angeles, † 1961)
- Don Galloway, attore statunitense (Brooksville, n. 1937 - Reno, † 2009)
- Donald Gibb, attore statunitense (New York, n. 1954)
- Donald Glover, attore, cantante e rapper statunitense (Edwards Air Force Base, n. 1983)
- Charles Gray, attore britannico (Bournemouth, n. 1928 - Londra, † 2000)

## H(5)
- Donald Haines, attore statunitense (Contea di Seward, n. 1919 - Campagna del Nordafrica, † 1943)
- Don Harvey, attore statunitense (St. Clair Shores, n. 1960)
- Donald Hodson, attore australiano (Adelaide, n. 1927 - Victoria, † 2005)
- Drake Hogestyn, attore statunitense (Fort Wayne, n. 1953 - Los Angeles, † 2024)
- Donald Houston, attore britannico (Clydach Vale, n. 1923 - Coimbra, † 1991)

## J(1)
- Don Johnson, attore, cantante e produttore televisivo statunitense (Flat Creek, n. 1949)

## K(2)
- Don Keefer, attore statunitense (Highspire, n. 1916 - Sherman Oaks, † 2014)
- Don Kennedy, attore statunitense (Los Angeles, n. 1921 - Del Mar, † 2013)

## M(8)
- Donald MacBride, attore statunitense (Brooklyn, n. 1893 - Los Angeles, † 1957)
- Donald MacDonald, attore e regista statunitense (n. 1886 - Los Angeles, † 1972)
- Donald MacKenzie, attore e regista scozzese (Edimburgo, n. 1879 - Jersey City, † 1972)
- Donald MacLean, attore, sceneggiatore e produttore televisivo statunitense (Los Angeles)
- Donald Meek, attore britannico (Glasgow, n. 1878 - Los Angeles, † 1946)
- Donald Moffat, attore britannico (Plymouth, n. 1930 - Sleepy Hollow, † 2018)
- D. W. Moffett, attore statunitense (Highland Park, n. 1954)
- Don Most, attore, doppiatore e umorista statunitense (New York, n. 1953)

## N(1)
- Don Novello, attore, doppiatore e sceneggiatore statunitense (Lorain, n. 1943)

## O(2)
- Donald O'Brien, attore irlandese (Pau, n. 1930 - Andernos-les-Bains, † 2003)
- Donald O'Connor, attore, ballerino e cantante statunitense (Chicago, n. 1925 - Los Angeles, † 2003)

## P(1)
- Donald Pleasence, attore britannico (Worksop, n. 1919 - Saint-Paul-de-Vence, † 1995)

## Q(1)
- DJ Qualls, attore, produttore cinematografico e modello statunitense (Nashville, n. 1978)

## R(2)
- Donald Randolph, attore statunitense (Città del Capo, n. 1906 - Los Angeles, † 1993)
- Donald Reignoux, attore e doppiatore francese (Courbevoie, n. 1982)

## S(8)
- Donald Shea, attore e stuntman statunitense (Massachusetts, n. 1933 - Chatsworth, † 1969)
- Donald Sinden, attore britannico (Plymouth, n. 1923 - Wittersham, † 2014)
- Don Stark, attore statunitense (New York, n. 1954)
- Don Stephenson, attore e regista teatrale statunitense (Chattanooga, n. 1964)
- Don Stroud, attore statunitense (Honolulu, n. 1943)
- Donald Sumpter, attore britannico (Brixworth, n. 1943)
- Donald Sutherland, attore canadese (Saint John, n. 1935 - Miami, † 2024)
- Don Swayze, attore statunitense (Houston, n. 1958)

## T(1)
- Don Taylor, attore, regista e produttore televisivo statunitense (Freeport, n. 1920 - Los Angeles, † 1998)

## W(1)
- Donnie Wahlberg, attore e cantante statunitense (Boston, n. 1969)